# Quinta Micomicona
La Quinta Micomicona es una edificación construida en la parroquia San Pedro de Caracas, Venezuela. Fue diseñada y construida por el ingeniero Óscar Zuloaga Ramírez en 1940. 

## Historia
El ingeniero Óscar Zuloaga Ramírez diseñó esta vivienda durante los años 1930 como domicilio principal para la familia Zuloaga-De Las Casas. El sitio escogido para su construcción estuvo en los terrenos de la antigua Hacienda Espino del Valle, dedicada al cultivo de la caña de azúcar. El diseño preferido se inscribió en el estilo neocolonial español, muy preferido en aquella época, y al cual pertenecieron otras edificaciones como la Casa Vollmer y el conjunto arquitectónico de la urbanización Campo Alegre. El nombre de la quinta fue escogido en alusión al personaje de Don Quijote de la Mancha, de Cervantes.
La familia Zuloaga-De Las Casas y su descendencia convivió en el inmueble durante muchos años. Las dos hijas de Zuloaga, Diana y Luisa Palacios, a la postre se verían involucradas en el movimiento cultural venezolano y convertirían al recinto en lugar de reuniones con artistas e intelectuales de renombre, generando un amplio movimiento destinado a las artes.
En 1987, la casa fue vendida al Estado venezolano y remodelada para servir como el centro de documentación e investigación de la Fundación de Etnomusicología y Folclore. Luego de unos reacondicionamientos posteriores, en 2006 se convirtió en la sede del Centro de la Diversidad Cultural.

## Características
La edificación está emplazada dentro de un jardín muy extenso, y fue concebida con un claro estilo neocolonial español, lo cual se evidencia en una fachada blanca con ventanas de hierro forjado y la puerta principal con acabado de piedra. Posee dos pisos, con la planta baja pensada originalmente como recibidor y el primer piso destinado para las habitaciones particulares. Luego de su remodelación más reciente, se han agregado otras áreas de servicio, a fin de cumplir con el rol institucional que se le ha dado, así como para acoger otros tipos de actividades públicas.
Al día de hoy, el Centro de la Diversidad Cultural se ha encargado de mantener la quinta en un buen estado de conservación.